# Rorbas
Rorbas é uma comuna da Suíça, situada no distrito de Bülach, no cantão de Zurique. Tem 4,44 km² de área e sua população em 2018 foi estimada em 2.828 habitantes.